# Oklan
L'Oklan (in russo Оклан?) è un fiume della penisola della Kamčatka nell'Estremo Oriente russo. Scorre nel Penžinskij rajon del Territorio della Kamčatka.

## Descrizione
Il fiume ha origine dalle pendici occidentali del monte Stolovaja (crinale Ičigem). Scorre in una zona di distribuzione discontinua del permafrost. Nel tratto inferiore si apre su una pianura paludosa, dove il canale è diviso in più rami. L'Oklan inizia a gelare a metà ottobre ed è completamente congelato alla fine del mese. Lo spessore del ghiaccio raggiunge i 70 cm, in alcuni anni fino a 1 m, inizia a sgelare nella seconda metà di maggio, il ghiaccio si scioglie completamente entro la fine del mese. La sua lunghezza è di 272 km, l'area del suo bacino è di 12 600 km². Sfocia nella Penžina a 97 km dalla foce. I principali affluenti sono: Chajoklan (da destra) e Bol'šoj Čalbugčan (da sinistra).